# Lago Raduńskie
Il lago Raduńskie è un lago della Polonia.